# Aéroport international de Vitória
Pour l'aéroport desservant la capitale de la province de la Colombie-Britannique au Canada, voir Aéroport international de Victoria.
L'aéroport international de Vitória – Eurico de Aguiar Salles (code IATA : VIX • code OACI : SBVT), aussi appelé aéroport de Goiabeiras, est un aéroport brésilien situé à Vitória, capitale de l'État de l'Espírito Santo.

## Situation
| \| 200 km1:42 212 000 \| São Paulo-Guarulhos São Paulo-Congonhas Brasília Rio-Galeão Belo Horizonte Campinas Rio-Santos-Dumont Recife Porto Alegre Salvador Fortaleza Curitiba Florianópolis Belém Vitória Goiânia Manaus Navegantes |
| 200 km1:42 212 000 |

## Compagnies aériennes et destinations
| Compagnies              | Destinations |
| ----------------------- | --- |
| Azul Brazilian Airlines | Belo Horizonte, São Paulo/Campinas, Recife |
| Gol Transportes Aéreos  | - Brasília, - Porto Seguro (en), - Rio de Janeiro/Galeão, - Salvador de Bahia, - São Paulo/Congonhas, - São Paulo/Guarulhos En saison: Recife |
| LATAM Brasil            | Brasília, Rio de Janeiro/Santos Dumont, São Paulo/Congonhas, São Paulo/Guarulhos                                                              |
| Voepass Linhas Aéreas   | En saison charter: Porto Seguro (en) |

Edité le 27/12/2023